# بشرى حسین صالح الزويني
الدكتورة بشرى حسین صالح الزويني هي أكاديمية عراقية، ولدت سنة 1972 في بغداد.
تحمل شهادة الدكتوراه في العلوم السياسية، وتعمل حاليا أستاذة في كلية القانون والعلوم السياسية في الجامعة العراقية.
فازت بمقعد في مجلس النواب العراقي في الانتخابات التشريعية العراقية لعام 2010، وكانت مرشحة عن الائتلاف الوطني العراقي وممثلة لحزب الفضيلة الإسلامي، لكنها استقالت من مجلس النواب بعد أن اختيرت لمنصب وزير دولة في الحكومة بتاريخ 22 كانون الأول 2010.
أقيلت بسبب ترشيق وزاري بتاريخ 30 تموز 2011، وعينت مستشارة لرئيس الوزراء نوري المالكي لشؤون المرأة.
كان لها دور في اللجنة التي كانت مهمتها كتابة التقرير الوطني لجمهورية العراق حول أوضاع المرأة العراقية بحسب محاور المؤتمر العالمي الرابع للمرأة الذي عقد عام 1995 في بكين في الصين، فقد ترأست اللجنة التي كتبت تقرير عام 2015، وكانت ضمن اللجنة التي كتبت تقرير عام 2019.